# Джерело № 1 (урочище «Свидовець»)
Джерело № 1 — гідрологічна пам'ятка природи місцевого значення. Об'єкт розташований на території Рахівського району Закарпатської області, ДП «Ясінянське ЛМГ», урочище «Свидовець», Свидовецьке лісництво, квартал 12.
Площа — 0,5 га, статус отриманий у 1984 році.